# Garbatka-Dziewiątka
Garbatka-Dziewiątka – wieś w Polsce położona w województwie mazowieckim, w powiecie kozienickim, w gminie Garbatka-Letnisko. Leży przy drodze wojewódzkiej nr 691.
W latach 1975–1998 miejscowość administracyjnie należała do województwa radomskiego.
Wierni kościoła rzymskokatolickiego należą do parafii Trójcy Świętej w Gródku.